# Democracia ateniense

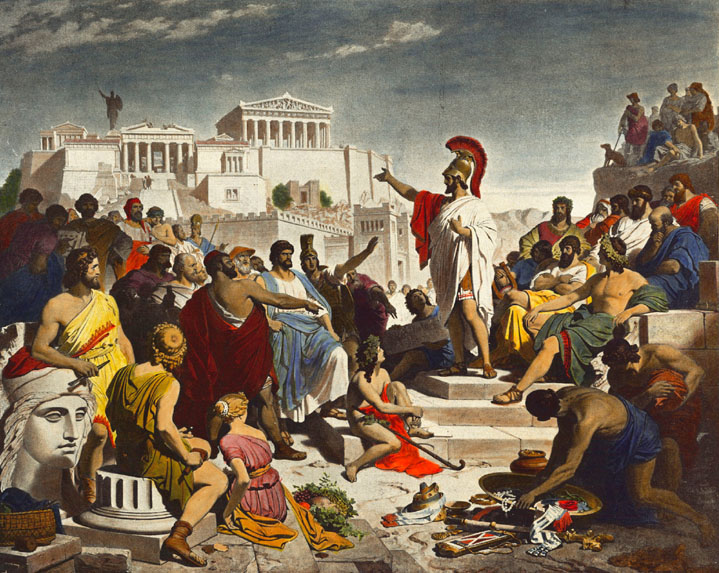
Uma pintura de Philipp Foltz, do século XIX, representando um discurso do estadista grego Péricles

A democracia ateniense (no grego: δημοκρατία) foi uma forma de governo que surgiu na Grécia em meados do século VI a.C. A experiência democrática ateniense dava-se de forma direta, contudo, envolvia pequena parcela da população. Podiam participar somente os cidadãos livres e com direitos políticos (pois eles poderiam ser perdidos), nascidos em Atenas, maiores de 30 anos e filhos de pai ateniense, e a partir de 451 a.C., aqueles que fossem filhos de pai e mãe atenienses. Além disso, ainda precisavam ser reconhecidos pela fratria de seu pai e inscritos nos registros cívicos, bem como estarem quites com as obrigações militares. Escravos, mulheres e estrangeiros não poderiam participar nas instituições democráticas. Em geral, acredita-se que apenas 30% da população adulta de Atenas era elegível para participar do processo eleitoral. A liberdade e a igualdade constituíram a essência dessa democracia expressa através de três princípios básicos: isocracia, isonomia e isegoria.
A isegoria, a isonomia e a isocracia eram traços fundamentais do regime democrático ateniense. Todos tinham o direito à palavra, a igualdade perante a lei, e a igual participação no exercício do poder. Essa igualdade dava-se, pois todos os membros do corpo político ateniense eram livres e, por isso, considerados iguais. Como disse Aristóteles, no século IV a.C., “a liberdade é o princípio da prática democrática”, ou seja, a liberdade é o preceito que determina a igualdade. Ser semelhante, isoi, tinha um duplo significado: era um sentimento de semelhança, onde todos os que compunham a pólis, por mais diferentes que pudessem ser sua origem, classe ou função, sentiam-se semelhantes uns aos outros; e o sentimento de responsabilidade social, já que cada cidadão era responsável por seu voto e suas atitudes. Em suma, para ser considerado um bom cidadão, o homem precisava ser virtuoso, responsável, devia explicações à comunidade, falava livremente e respeitava as leis vigentes.
O sistema de funcionamento do governo democrático ateniense pode ser dividido em seis partes principais: Eclésia, Bulé, Arcontes, Estrategos e dois tribunais, o Areópago e Helieia. O processo de escolha da maioria dessas magistraturas ocorria através do sorteio, pois assim todos os cidadãos teriam chances iguais de participar destas instituições. O sorteio acontecia para os buleutas, areopagitas, heliastas e arcontes. No caso dos estrategos, havia a eleição, pois eram magistraturas militares e dependiam de certo conhecimento técnico. Para verificar a aptidão dos candidatos a uma magistratura, antes da obtenção do cargo, era feito o exame de dokimasia diante da bulé e da Helieia.
A democracia não foi produto de um só homem e algumas vezes foi interrompida (especialmente nas revoluções oligárquicas), porém restaurada logo em seguida graças à ação popular. Seus principais arquitetos foram, sem dúvida, Sólon, Clístenes, Efialtes e Péricles. Instaurada na Grécia Clássica, a democracia ateniense ganhou forma durante o governo de Clístenes que, entre 508 a 507 a.C., empregou uma série de reformas político-administrativas estabelecendo os pilares de uma forma de governo, que seria resgatada nos séculos XVII, XVIII e XIX como substrato para as democracias modernas.

## Etimologia
Lamentavelmente, não se tem nenhum registro de quando e quem concebeu a palavra demokratia, o que se sabe é que embora a maioria das pessoas costume traduzir por “governo do povo” ou ainda “poder do demos” a palavra apresenta um significado ambíguo.
É verdade que krátos significa literalmente “poder soberano”, mas o primeiro termo dessa palavra composta, demos, possuía uma série de definições na Atenas dos séculos V e IV a.C. Demos poderia designar a totalidade do povo (entende-se por povo, o conjunto de homens adultos) ou ainda a população comum e pobre em contraste com as camadas mais elevadas da sociedade. Assim, para um democrata ateniense, demokratia significaria o governo do povo como um todo, já para um adversário do regime, o qual poderia enxergar a democracia como algo ruim, o sentido da palavra tendia para o poder dos pobres em detrimento da aristocracia.

## História

### Drácon
Acredita-se que Drácon foi um legislador ateniense responsável por ter redigido um código de leis nos anos finais do século VII a.C. que fosse acessível às diversas camadas da população ateniense, bem como tentou pôr um fim na grande quantidade de assassinatos que ocorriam entre a aristocracia e tirava os privilégios judiciários das genes.

### Sólon

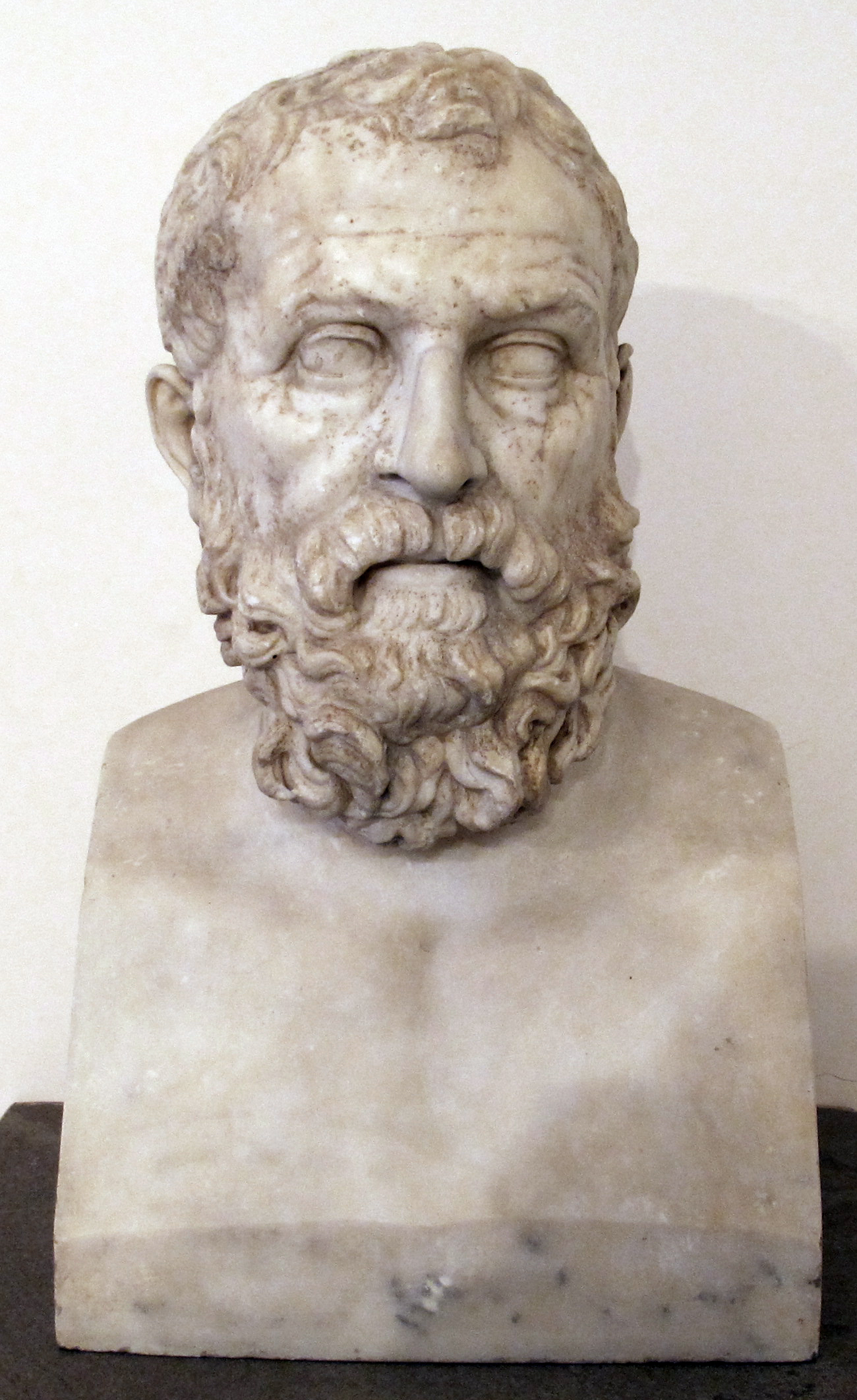
Sólon

Sólon foi um poeta e aristocrata grego eleito Arconte ateniense em 594 a.C. Deu início a uma série de reformas nas leis vigentes na época, dentre as quais podemos listar como as mais importantes:
- A retirada da obrigatoriedade do pagamento da sexta parte da colheita dos camponeses aos donos da terra;[17]
- A proibição da escravatura por endividamento;[17]
- A divisão das classes sociais com base em sua fortuna, suplantando o sistema anterior que era pela divisão de famílias;[18]

Sólon também teria supostamente criado um conselho de 400 pessoas, que seria o início do que mais tarde conhecemos por bulé, porém esse fato é posto em dúvida mais tarde, de maneira que não podemos ter certeza se esse conselho foi de fato criado por Sólon.

### Pisístrato
Após as reformas de Sólon, Atenas passou por tempos turbulentos que levaram ao governo de Pisístrato. Ele teria sido um tirano com grande apoio popular, embora tivesse autoridade ilimitada. Realizou grandes obras na cidade, como a construção de cidades e templos, acredita-se que ele tenha realizado uma espécie de reforma agrária, distribuindo as grandes porções de terra dos eupátridas para outras camadas da população, durante o governo dele, pode-se notar o crescimento de pequenos produtores.

### Clístenes

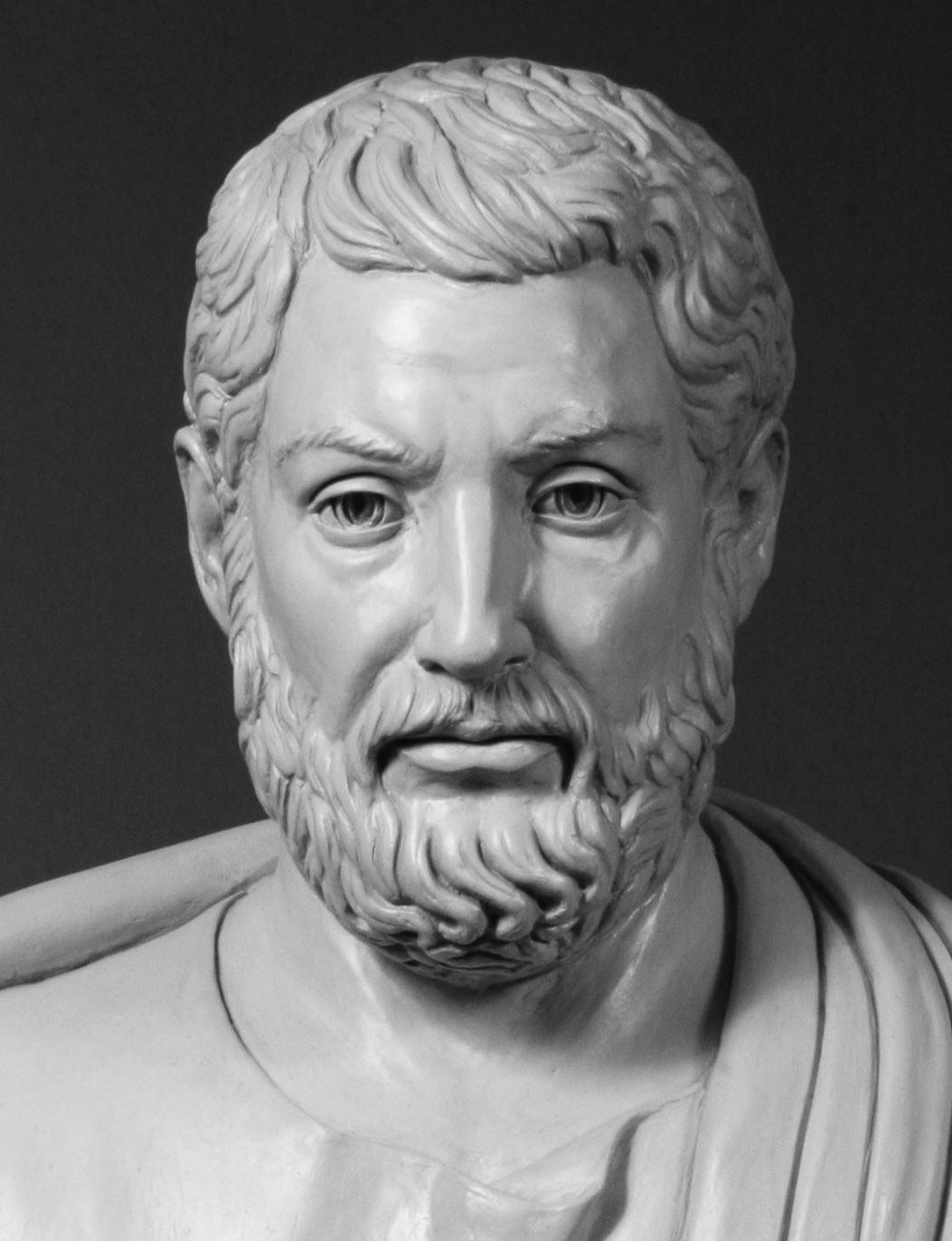
Clístenes, considerado o pai da democracia ateniense, foi um reformador ateniense que ampliou o poder da assembleia popular

Clístenes é tido como o arconte Ateniense que criou terreno para o surgimento da democracia por ter realizado uma série de reformas em 508-506 a.C. que modificam o funcionamento da Pólis. Ele teria ascendido com grande apoio popular e decide mudar completamente o sistema de tribos, antes familiar para territorial, e também modificar o sistema representação política e de votos. Naturalmente, essas decisões acabam por retirar o poder das mãos da aristocracia, que antes detinha grande parte das decisões políticas de Atenas.
As reformas aplicadas por Clístenes vieram a modificar a configuração da Ática, dividindo-a em três partes, chamadas de tritias: a cidade, o litoral e o interior. As quatro tribos antigas e de origem jônica, foram substituídas por 10 tribos e cada tribo era formada por uma parte de cada tritia. A criação dessas tribos e demos produziu um senso de solidariedade e união transpondo os vínculos tradicionais familiares ou de nascimento,pois mesclou várias camadas sociais, em outras palavras, surgiu a pólis. Além disso, foram os demos que implantaram a democracia, pois foi através da nova organização em regiões que os menos favorecidos conquistaram a tão sonhada liberdade plena.
A partir deste momento o cidadão Ateniense não teria mais o sobrenome do pai, e sim o do demos ao qual pertencia, anulando a influência das genes, dessa maneira Atenas se tornou uma Pólis unida e capaz de enfrentar as guerras médicas. Clístenes também teria aumentado o número de membros da bulé de 400 para 500, sendo 50 de cada uma das 10 novas tribos e criado o colégio dos 10 estrategos, que eram geralmente líderes militares eleitos por voto, dentre outras reformas essenciais para o funcionamento da democracia.

### Péricles

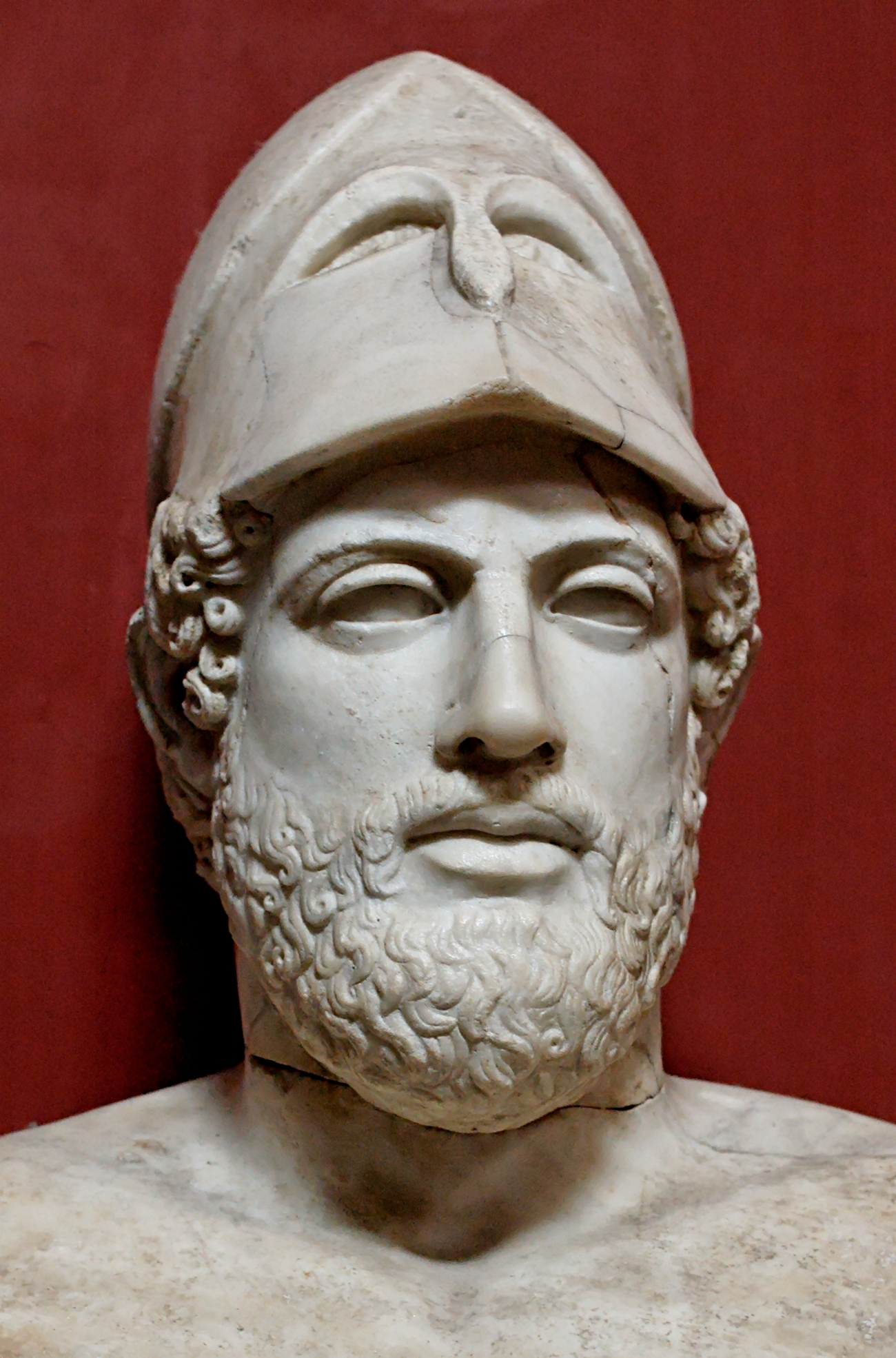
Péricles

Péricles se tornou Estratego em 469 a.C. durante um período privilegiado de paz entre as Guerras Médicas e da Guerra do Peloponeso, ele foi arconte por cerca de 30 anos Pode-se dizer que foi com ele que a democracia ateniense foi aperfeiçoada, se concretizou e alcançou seu maior grau de estabilidade política, trazendo um grande crescimento para a pólis ateniense nos mais diversos campos da sociedade.
Entre as suas reformas políticas mais importantes, podemos ressaltar a ampliação da participação política dos trabalhadores estabelecendo o misthos heliastikos para que todos os cidadãos pudessem comparecer às instituições democráticas, dentre outras reformas que solidificaram a democracia ateniense.

### Efialtes
Efialtes teria tido grande contribuição para a democracia na época de Péricles, em 462 a.C. ele tirou grande parte do poder do areópago, fazendo com que agora ele só pudesse tratar das questões do património sagrado e de crimes religiosos, dessa maneira, foi possível tirar ainda mais o poder jurídico e político da aristocracia, naturalmente essa reforma não foi muito bem vista pelos aristocratas, a partir de Efialtes a bulé passou a exercer o papel de “suprema corte de justiça”.

## Principais instituições

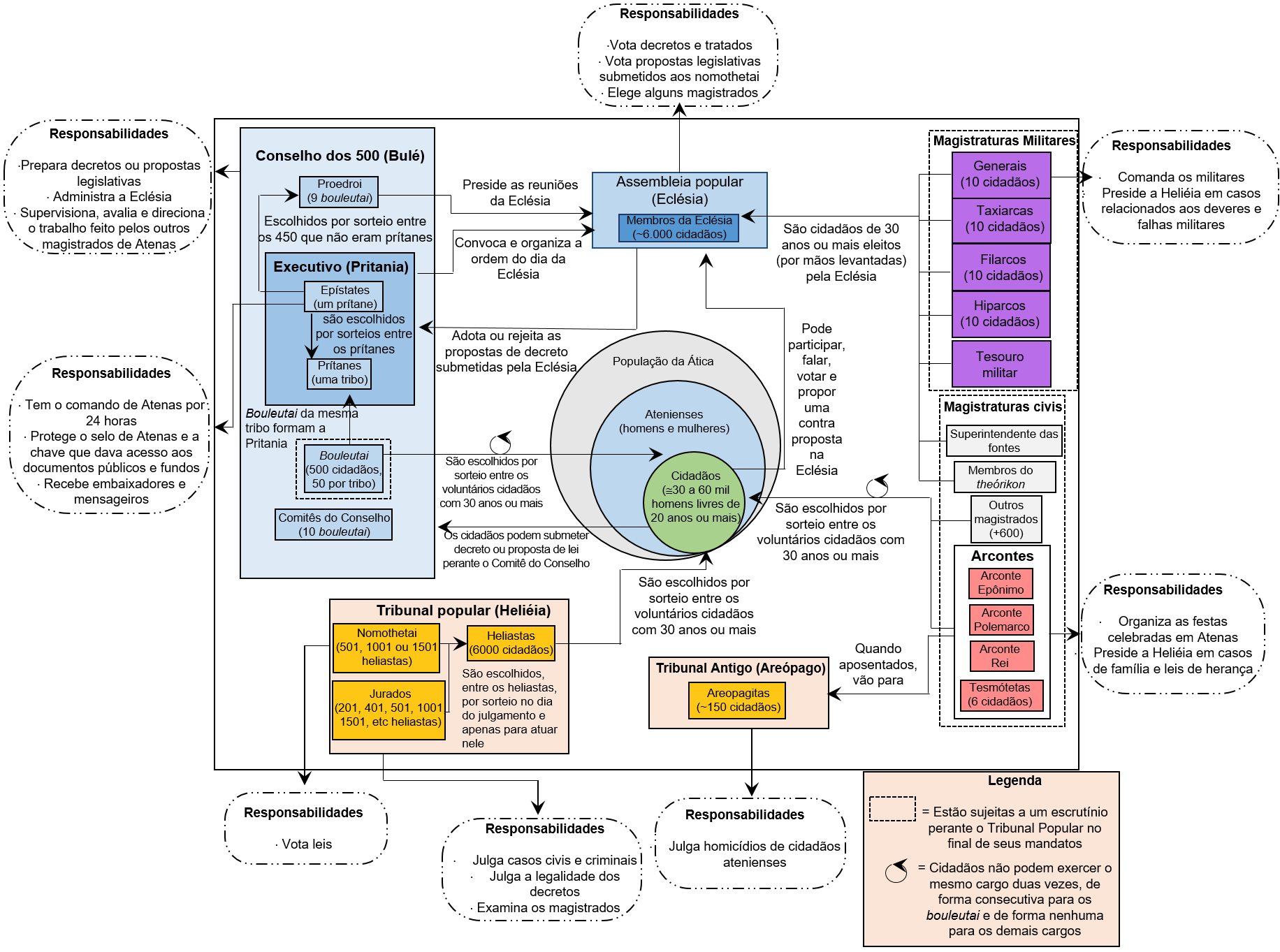
Diagrama que representa o sistema político da antiga Atenas democrática (clique para ampliar)

Em Atenas, localizavam-se os principais centros de poder, todavia, diferente do que pensa as pessoas de forma geral, a democracia ateniense não estava restrita apenas ao território de Atenas. A democracia, na antiguidade, ocorria em todo território da Ática.
A democracia ateniense era exercida de forma direta pelos cidadãos, que discutiam coletivamente em praça pública os problemas e assuntos da polis; diferente da atualidade, onde a configuração do sistema moderno de democracia dá-se de forma representativa – a população utiliza o voto para a escolha dos representantes políticos mais adequados aos seus interesses. Entretanto, assim como os muros em torno da estrada do Porto do Pireu, na democracia em Atenas, apenas os indivíduos considerados cidadãos é que tinham direito ao voto e à fala.
A composição dessa democracia também era bastante distinta da qual estamos habituados. Naquela época não havia departamentos governamentais, serviço público e, tampouco, deputados, senadores e vereadores. As principais instituições democráticas atenienses no século V a.C. eram a Eclésia, a bulé, o Areópago e a Helieia.

### Eclésia ou Assembleia

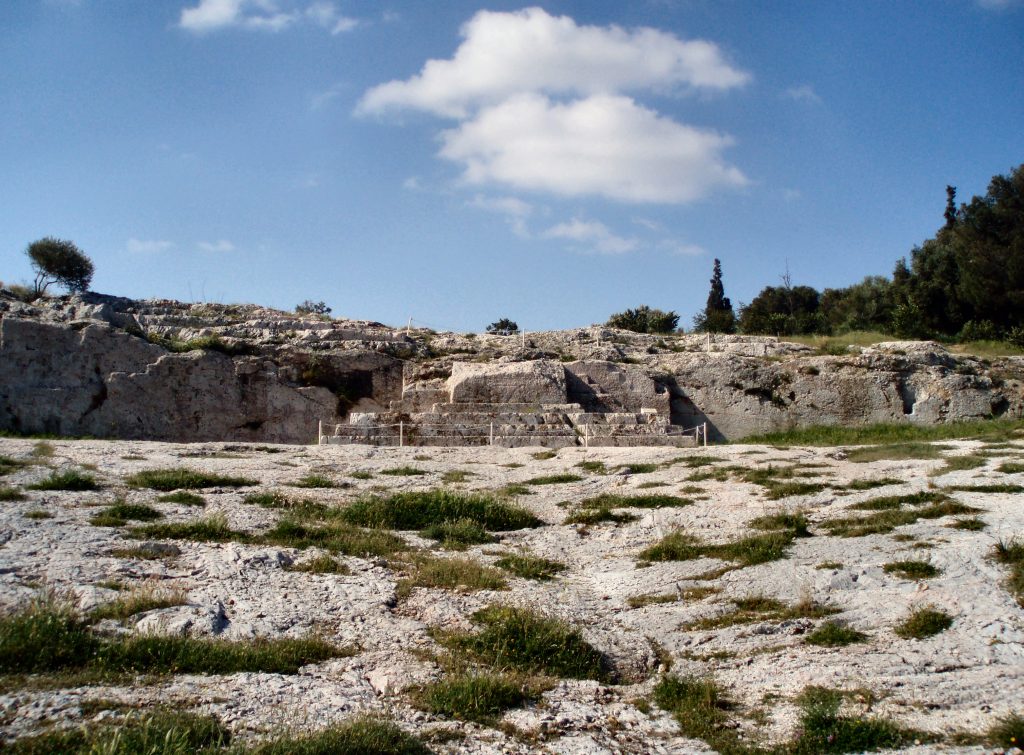
Pnyx, onde se encontravam os atenienses para tomar decisões políticas

A Eclésia foi um órgão básico da democracia e muito atuante no modelo democrático ateniense. Reuniam-se em torno de 40 vezes por ano e todas as decisões referentes à pólis eram discutidas e tomadas pelo voto popular. As sessões eram públicas, ao ar livre e divulgadas com antecedência. Os cidadãos vinham de todos os lugares e apertavam-se nas arquibancadas talhadas na colina Pnyx. Todo cidadão ateniense poderia comparecer à reunião no determinado dia em que ela tivesse sido marcada. Todos tinham o direito de dar a sua contribuição tomando a palavra e exercendo o voto.
Embora a população de cidadãos nesse período flutuasse entre 20 e 50 mil pessoas e todos tivessem o direito de participar da Assembleia, segundo registros históricos o número dos que compareciam era relativamente pequeno. Alega-se, por exemplo, que em 411 a.C. nunca mais de cinco mil cidadãos haviam de fato assistido a uma Eclésia, por mais grave que fosse o assunto. A grande maioria dos que participavam da Eclésia eram trabalhadores e comerciantes da cidade de Atenas, por causa de sua localização geográfica, encontravam mais facilidades para exercerem os direitos políticos, do que os habitantes do interior e do litoral, que a ela compareciam com pouca intensidade. Acredita-se também que os cidadãos que moravam nos demos mais distantes não estavam dispostos a perder tempo de trabalho com o deslocamento até Atenas sem que houvesse uma compensação financeira. Essa situação iria se reverter por volta de 400 a.C., quando foi instaurado um pagamento (misthos) em recompensa pelas horas de trabalho perdidas. Esse pagamento em 392 a.C. foi elevado para três óbolos.

#### Função
Considerado por muitos o esplendor da experiência democrática em Atenas, a Assembleia estava presente em vários aspectos da política grega. Dez vezes ao ano, os magistrados prestavam contas à Eclésia, ou seja, ela também supervisionava as magistraturas da democracia.

#### Funcionamento
As reuniões começavam ao raiar do dia. A Assembleia iniciava com o sacrifício de vários porcos, ofertados aos deuses, em especial a Zeus. Depois o epístata dos prítanes, uma espécie de presidente, lia o probuleuma – relatório sobre as questões do dia – e explicava as especificidades de cada lei que iria ser votada. A seguir vinham as discussões, onde qualquer um poderia se manifestar. Normalmente chegava-se a um consenso sobre determinado assunto após um único dia de debate. Vencia a decisão o lado que obtivesse a maioria simples dos presentes. O voto era dado de mão erguida, também conhecido por cheirotonia, com exceção de alguns casos como o ostracismo, onde o voto era secreto.
Alguns estudos sugerem que havia um número reduzido de pessoas que exerciam o direito à fala na Assembleia. Muitos líderes políticos destacavam-se durante o discurso pela sua facilidade em formular as linhas de conduta política a serem adotadas. Era notória a importância dos sofistas na preparação dos homens públicos para o debate por meio do ensino da retórica, ou seja, da utilização de um discurso persuasivo. Entretanto, a decisão final sobre os assuntos debatidos cabia sempre à Assembleia popular e não a uma única pessoa. Nesses termos o reconhecimento por parte do corpo político da necessidade de ter uma liderança não implicava, em hipótese alguma, a renuncia de seu poder decisório.

### bulé ou Conselho dos 500

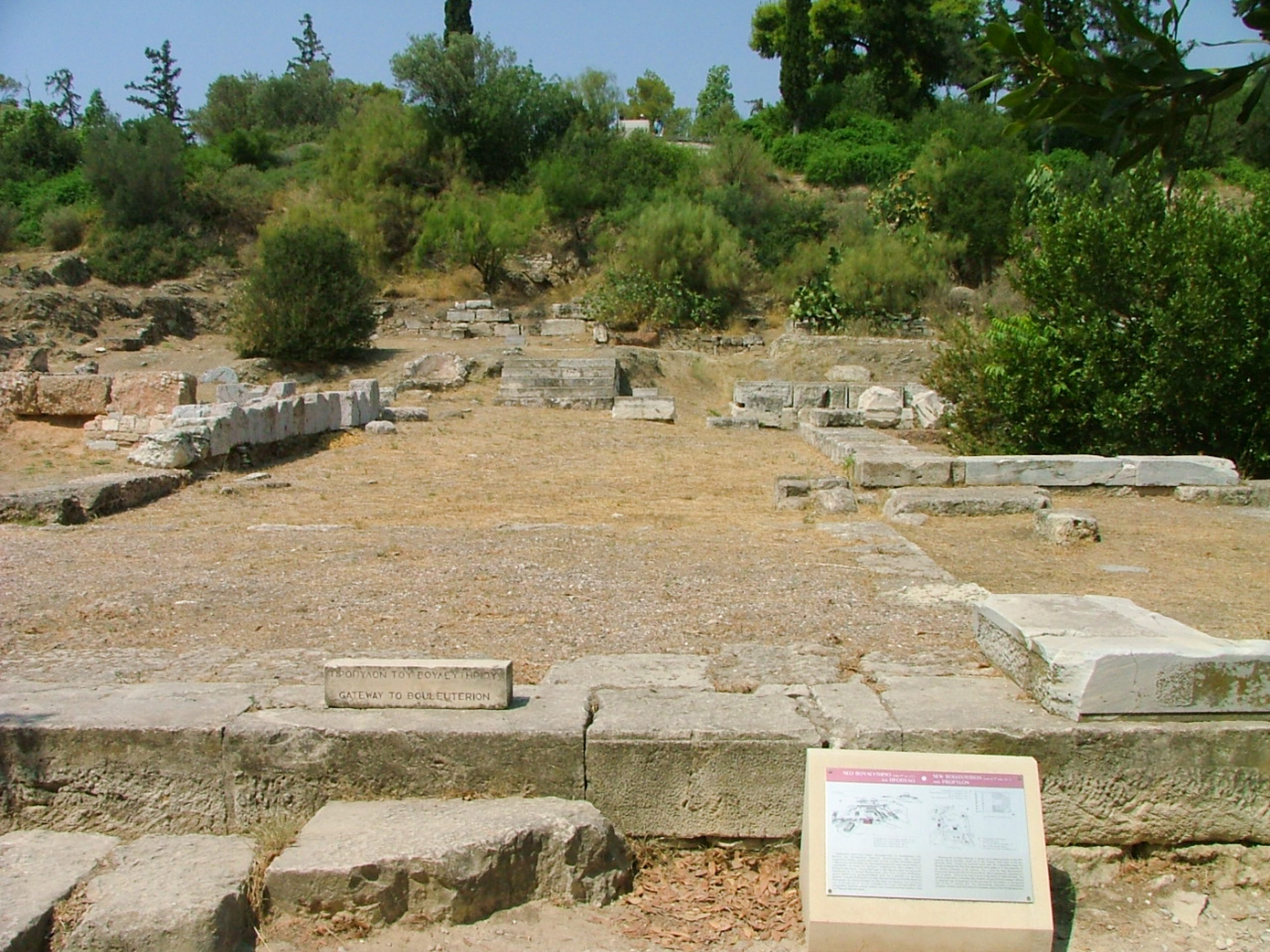
Entrada para o buleutério

Também chamado de Conselho dos 500, a bulé, junto com a Eclésia, era peça fundamental do regime democrático. As sessões ocorriam no buleutério, ao sul da Ágora e eram públicas, mas não poderiam ter a interferência de outras pessoas.
Os buleutas (membros da bulé) eram escolhidos anualmente através do sorteio dos nomes que constavam em uma lista estabelecida por cada demo. Cada tribo tinha direito a ter 50 cidadãos compondo a bulé. Todos eles deveriam ter 30 anos ou mais, pois se acreditava que assim já estavam mais maduros e experientes. Antes de assumir o cargo público, tinham que passar pelo exame da dokimasia, exame preliminar onde se averiguava a conduta do indivíduo. Caso fossem aprovados, prestavam o juramento ao cargo junto a um bloco de pedra. Esses cidadãos serviam apenas duas vezes na vida e não poderia ser seguida, fator que contribuía para que uma grande parcela da população pudesse participar da bulé.
A maneira como a bulé era recrutada e operava mostra o cuidado que os atenienses tomavam para manter nesse órgão pessoas até certo ponto amadoras, evitando com isso que ela adquirisse um poder político independente do controle exercido pela Eclésia.

#### Função
Os buleutas eram responsáveis por preparar os assuntos a serem debatidos na Assembleia, redigir decretos e zelar para que as decisões da Assembleia fossem cumpridas. Também supervisionavam a construção de navios e a condição dos arsenais de guerra, as entradas de impostos, os leilões públicos de bens confiscados, as licitações dos trabalhos públicos, ratificavam tratados de paz e alianças, e controlavam a organização militar da cidade.
Com as reformas de Elfiates, em 462 a.C., foram transferidos do Areópago para o Conselho dos 500 os poderes de instituir acusações de traição e mau procedimento (eisangelia), inquirição de novos magistrados (dokimasia) e a auditoria do desempenho de novos magistrados (euthyna).

#### Funcionamento
A bulé dividia-se em dez comitês, as chamadas pritanias. Cada uma delas continha 50 prítanes, como eram conhecidos os integrantes que a compunham. Os prítanes presidiam as sessões da Eclésia e do Conselho dos 500.
Através de um sorteio se designava a sequência em que as tribos exerceriam a pritania. Os prítanes ficavam todos reunidos durante o exercício de suas funções no Pritaneu, que durava cerca de trinta e cinco a trinta e seis dias. O presidente, ouepistata, desses 50 prítanes era escolhido diariamente e a ele era confiada a chave do tesouro e os selos da cidade. A alimentação deles era concedida no Pritaneu, onde recebiam os embaixadores estrangeiros e hóspedes importantes. O custo da alimentação deles cabia à cidade.
Péricles instituiu uma contribuição (misthos) aos buleutas, que, no século IV a.C., equivalia a cinco óbolos, já que nenhum cidadão deveria ser impedido de contribuir para a pólis em razão da pobreza.

### Areópago

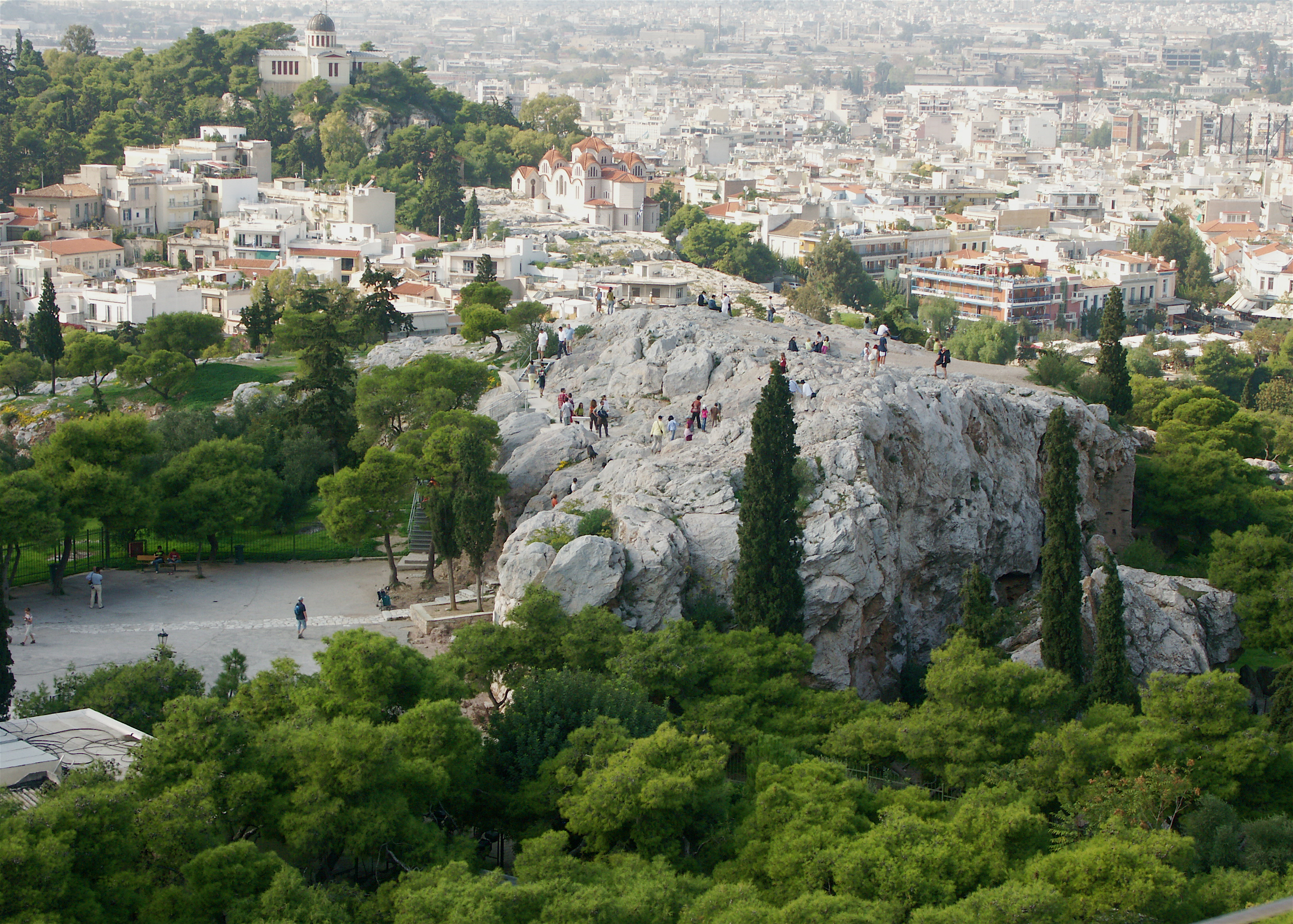
Areópago

O Areópago era o tribunal mais antigo de Atenas, herança de tempos anteriores à democracia, ganhou esse nome por causa do rochedo dedicado ao Deus Ares, localizado entre a Acrópole e a Pnyx, onde os areopagitas encontravam-se e realizavam as reuniões que auxiliavam, na época Arcaica, o rei de Atenas. A relação do Areópago com o Deus Ares apresenta três versões bastante controversas. A primeira delas relata que o culto ao Deus da Guerra estava vinculado a antigas tradições da região. A segunda delas remonta a tragédia Eumênides, de Ésquilo, onde é proposto que as filhas do Deus Ares, as Amazonas, estabeleceram sobre a colina um altar em honra ao Deus. A terceira e última hipótese é derivada de um fragmento dos Hinos Homéricos em que Ares era evocado como tendo grande poder de justiça.
Na época arcaica o Areópago era um conselho de anciãos, formado por representantes das famílias mais nobres. A partir de 487 a.C., os magistrados passaram a ser escolhidos de forma democrática, por sorteio, e não mais como antigamente no tempo de Sólon, onde eram eleitos entre os dois primeiros grupos censitários.

#### Função
Era o conselho dominante da pólis, propondo a adoção de leis e regulando os assuntos religiosos e judiciários. Nos séculos VI e V a.C., os areopagitas acabaram perdendo grande parte de influência política, a começar por Clístenes, com a criação de um segundo conselho, a bulé dos Quinhentos. Em 487 a.C., quando o arcontado tornou-se uma magistratura anual, o Conselho do Areópago, que era um conselho vitalício, passou a acolher todos os ex-arcontes que deixavam o posto após cumprirem um ano de serviço.
Em 462 a.C., Efialtes retira do Areópago todos os poderes que decorriam da atribuição da custódia das leis, em essência a maioria dos poderes judiciários, e os reparte entre a Assembleia, a bulé e a Helieia, salvo a jurisdição nos crimes de homicídio, incêndios criminosos, envenenamento e sacrilégio. Segundo alguns estudiosos, com essa reforma proposta por Efialtes, o Areópago perdeu três funções principais: a eisangelia, a dokimasia e a euthyna. Efialtes também chegara a mandar transportar as tábuas de madeira que continham os textos das leis da sede do Areópago para a sede da bulé.
Efialtes pagou por essas reformas com a própria vida. Líder da linha popular, ele foi assassinado por um grupo de adversários políticos, logo após as reformas. Posteriormente, em 403 a.C., os areopagitas ficaram encarregados de supervisionar a aplicação das leis e garantir que a justiça estava sendo exercida.
Apesar de ter um papel coadjuvante no regime democrático, em muitas ocasiões o Areópago foi empossado de maiores poderes e tido como o guardião da constituição e das leis.

#### Funcionamento
Durante o século IV a.C. a principal função do Areópago era julgar os casos de homicídio, mas seu poder não era ilimitado. Durante um julgamento, o acusador deveria, em primeiro lugar, prestar juramento de fidelidade em relação ao que dizia e caso cometesse perjúrio ele mesmo, seus parentes e sua família deveriam ser destruídos. Segundo Demóstenes, esse juramento deveria ser feito sobre as entranhas de um javali, um carneiro ou um touro, animais sacrificados especialmente para isso. Entretanto, o juramento por si só não garantia a confiabilidade da informação. Caso fosse comprovado o perjúrio, não apenas aquele que mentiu teria sua honra manchada, mas também seus filhos e parentes. Os réus prestavam o mesmo juramento que os acusadores, mas diferentemente deles poderiam deixar o julgamento depois de seu discurso sem que ninguém o impedisse. Durante o julgamento cada lado poderia pronunciar quantos discursos achasse necessário.
Ésquines, no século IV a.C., elogiando o Areópago, chegou mesmo a afirmar que o veredito desse conselho baseava-se muito mais em seus próprios conhecimentos e investigações do que nos argumentos ou belos discursos expostos por ambos os lados. Tendo em vista o caráter vitalício dessa magistratura e do exercício anterior dos membros do Areópago como arcontes, quando teriam adquirido experiência em presidir diversos tribunais em Atenas, acredita-se que eles teriam muito mais experiência do que os júris de outros tribunais. Se a denúncia fosse verdadeira, o acusador não tinha o poder de castigar o acusado, apenas o oficial designado é quem tinha o poder de efetuar a pena de acordo com a lei. Contudo, o acusador poderia presenciar o pagamento da pena pelo acusado.

### Helieia
Tratava-se de um tribunal popular, constituído por 6 000 cidadãos atenienses, em razão de 600 por tribo. A participação dentro dessa instituição durava cerca de um ano e era necessário ter 30 anos ou mais, assim como estar em pleno gozo de seus direitos civis e políticos para poder atuar nos julgamentos.

#### Função
Ao tribunal popular cabia julgar as causas privadas e públicas. Existiam dois tipos de ação penal. Na primeira delas, as ações públicas (graphaí), qualquer pessoa poderia dar início, pois se buscava proteger os interesses da pólis. As multas aplicadas ao acusado deveriam ser pagas por ele à pólis, sendo que o acusador ganhava apenas uma pequena porcentagem. O segundo tipo de ação penal eram as ações privadas (dikaí), que tinham como base proteger os interesses de um cidadão ou de sua família. Apenas aqueles que tivessem sido lesados poderiam iniciá-las. Caso o condenado tivesse que pagar uma multa, esta seria encaminhada para o ofendido. Vale ressaltar que para acontecer o processo, um particular teria que dar início a ação, pois não existia Ministério Público ou coisa similar na democracia ateniense.

#### Funcionamento

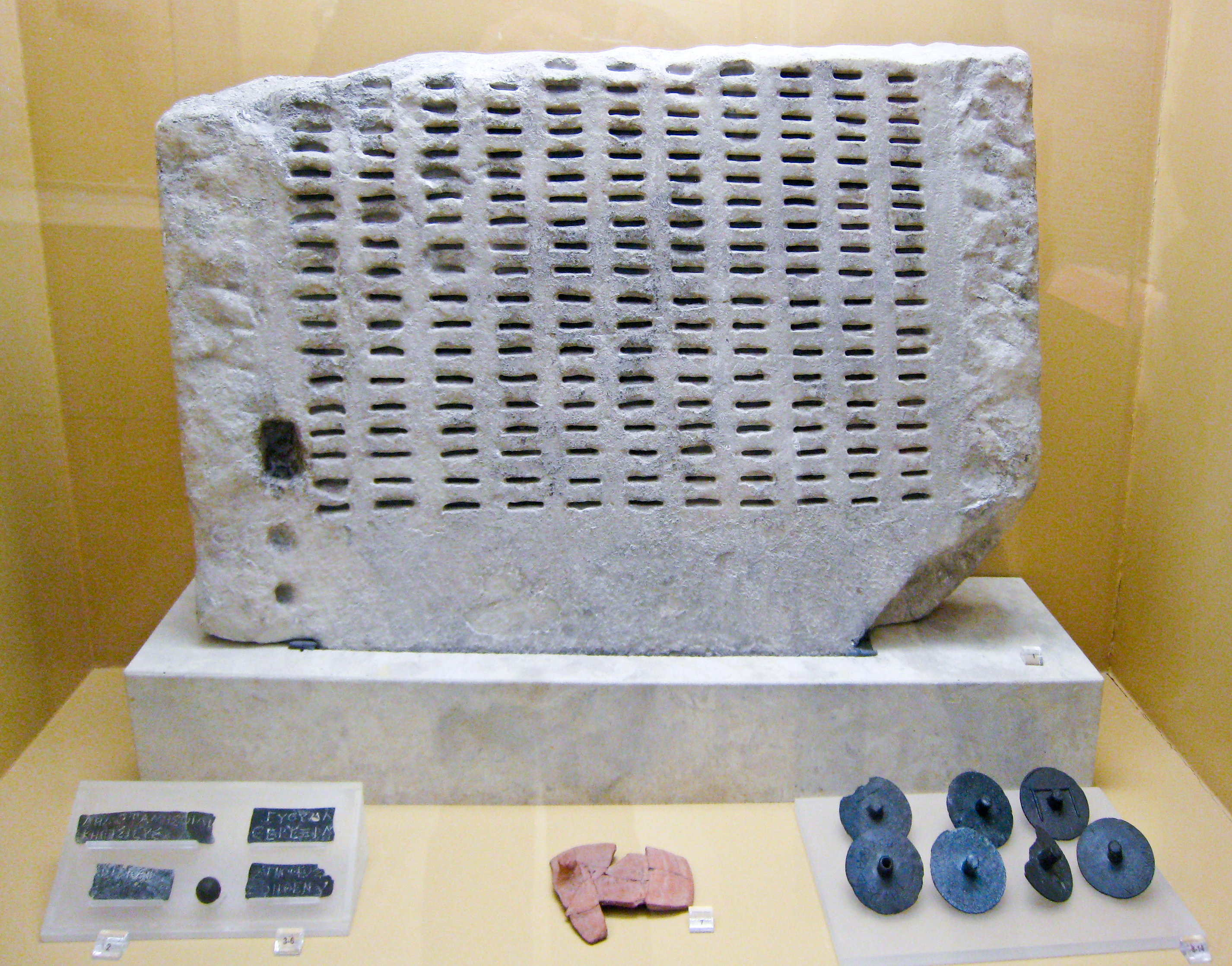
O clerotério era o mecanismo utilizado para sortear o júri

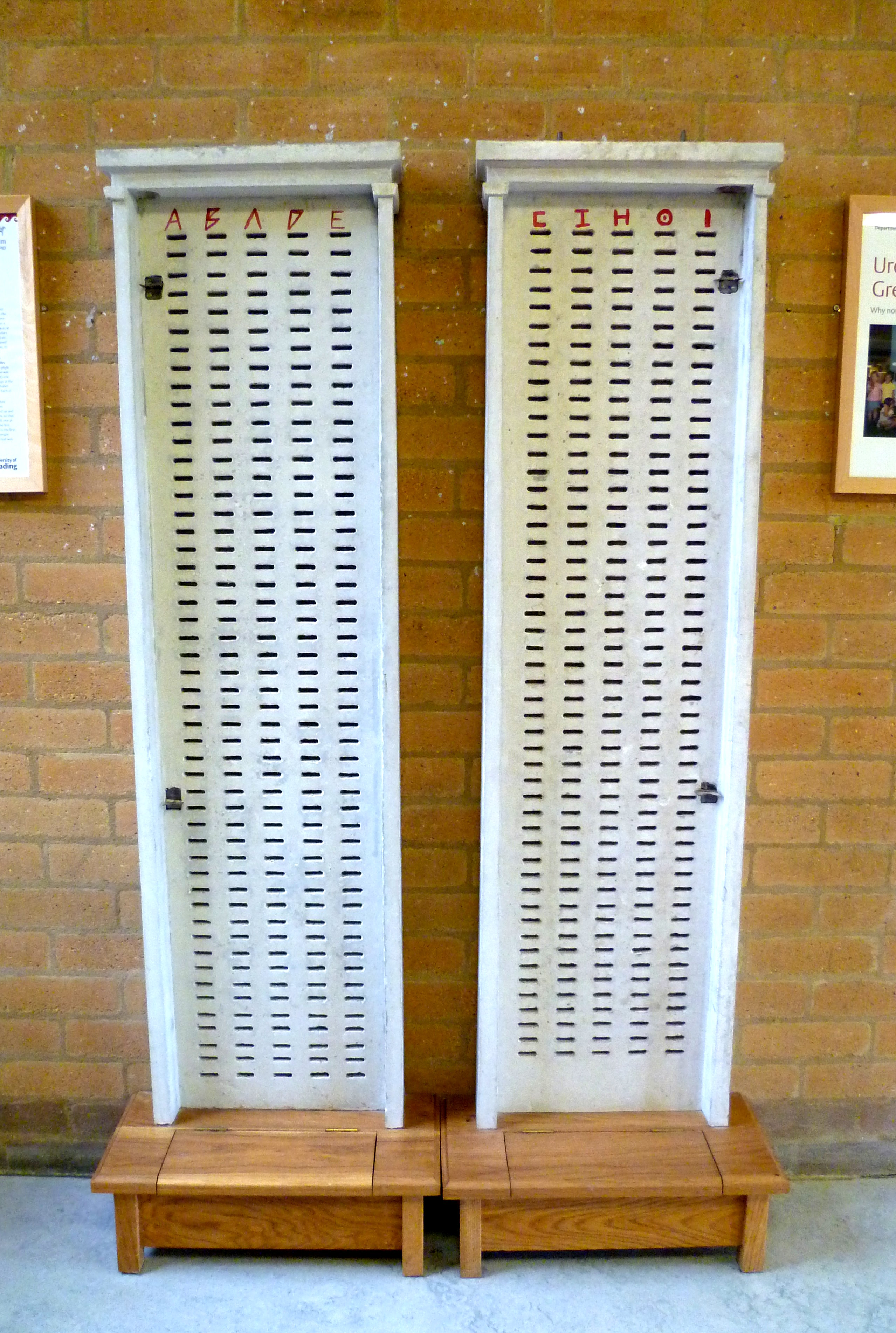
Reconstrução do clerotério no Museu de Arqueologia grega

Os heliastas, dentro desse grupo de 6 000 cidadãos, eram selecionados por sorteio na manhã do processo que iriam julgar, a fim de evitar qualquer tipo de manipulação. Faziam o uso do clerotério, uma máquina de sorteio, para descobrir quais seriam os juízes de cada ação penal. Para um melhor desempenho das atividades, o Tribunal era dividido em dez seções conhecidas como dicastérios, tendo cada uma delas seiscentos membros.

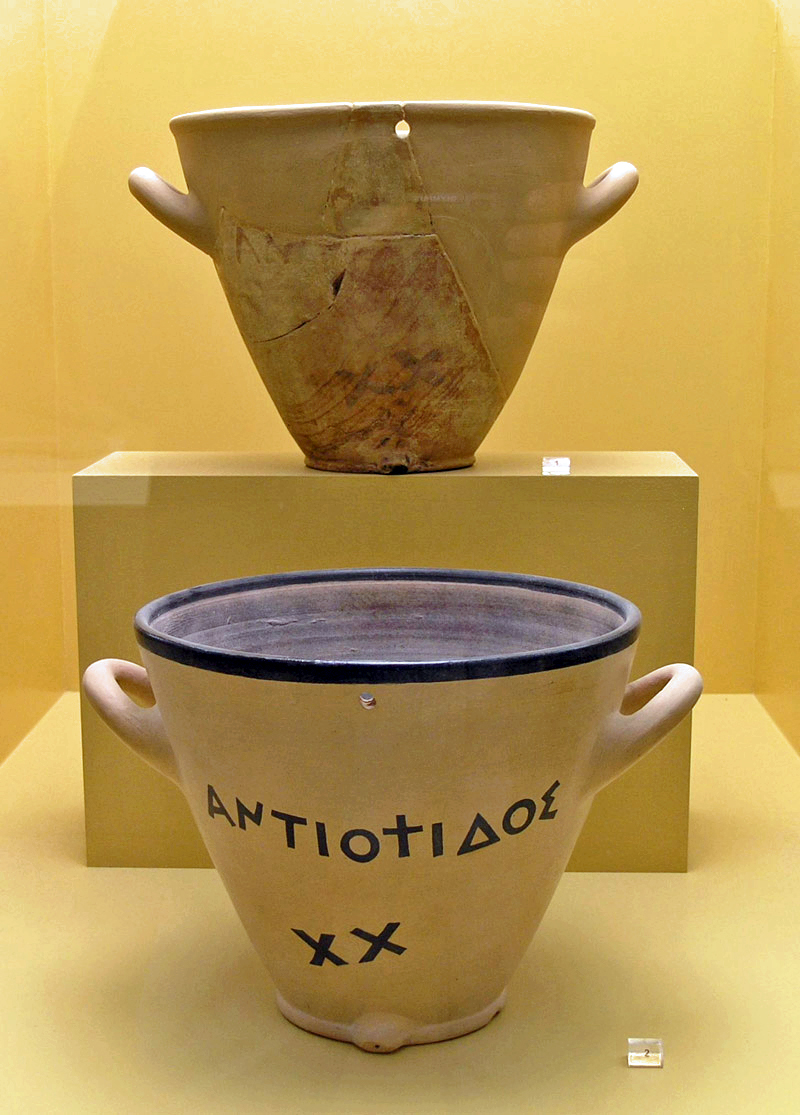
Clepsidra

Após o tribunal estar definido, havia a leitura do ato de acusação pelo magistrado instrutor, passando então a fala para os adversários. O tempo dos discursos era marcado pela clepsidra, um relógio de água. Caso alguma das partes fosse ler um documento legal, o relógio era paralisado. Tanto o acusador como o acusado, poderiam contratar um logógrafo ou defenderem a si próprios.
Apesar dos seis mil membros, era raro um julgamento apresentar mais do que 500 ou 1 000 juízes — sempre em número ímpar, para evitar o empate — e cada juiz só tinha direito a um voto, que condenava ou absolvia. A ficha onde continha o seu voto era depositada em uma das duas urnas diante da tribuna onde estava o escrivão, o arauto e o magistrado instrutor. Caso o acusado fosse declarado culpado, a pena atribuída era de acordo com as regras vigentes ou então o acusador e o acusado decidiam a penalidade. O caso mais conhecido julgado pela Helieia foi o de Sócrates, acusado de corromper a juventude e duvidar dos deuses.
As sessões da Helieia eram públicas e irrevogáveis. Os juízes eram pagos após o julgamento. Foi Péricles quem instituiu o pagamento (misthos) de dois óbolos, no século V a.C., que após alguns anos passou para três.

## Sorteio ou eleição
Temendo que algumas pessoas se aproveitassem do poder político do qual dispunham e viessem a se tornar muito influentes, de modo a prejudicar a vida democrática, os gregos estabeleceram alguns obstáculos ao poder dos magistrados. Quase todos os magistrados eram escolhidos por sorteio. Apenas em casos onde se exigia um conhecimento específico é que se procedia através da eleição, como, por exemplo, as magistraturas militares, o arquiteto da cidade, o superintendente do abastecimento de águas e o conselho de arquitetos navais, entre outras. A maioria dos funcionários era selecionada pela forma democrática do sorteio, pois assim até os atenienses mais pobres poderiam exercer um cargo.
De forma geral, acredita-se que essa sistemática favoreceu a população, pois dessa maneira qualquer cidadão teria chances iguais de participar das instituições. O sorteio também ressaltava o princípio da isonomia, um dos mais importantes para os atenienses. Os mandatos eram de curta duração, geralmente de um ano, onde era proibido o magistrado ser reeleito para o mesmo cargo, bem como, acumular outros da mesma natureza. As eleições aconteciam durante a 7ª ou 8ª pritânia de um ano e todos os cidadãos, fossem eles eleitos ou sorteados, passavam por um processo chamado de dokimasia, onde se averiguava a conduta do indivíduo.
Aristóteles, na Constituição de Atenas, faz a seguinte descrição das etapas de um interrogatório de dokimasia: 
[...] depois [perguntam] se trata bem aos seus pais, paga seus impostos e cumpriu o serviço militar obrigatório. Depois que essas perguntas são feitas, pede-se ao candidato que apresente testemunhas. Depois que ele as presenta, coloca-se a pergunta: “alguém tem uma acusação a fazer contra esse homem?”. Caso haja um acusador, concede-se o direito de acusação e defesa e passa-se à votação que é feita através do levantamento das mãos, se for feita na bulé, ou (se houver apelação contra) através de seixos de votos, no tribunal. Se não houver acusador a votação é feita imediatamente.

### O processo de sorteio dos jurados
As disputas políticas em Atenas aconteciam regularmente durante os julgamentos. Portanto, eles formavam uma premissa básica da democracia ateniense, pois essa participação política era aberta a todos os cidadãos. Era ali que o júri votava sua decisão em processos que podiam ser tanto privados (em relação a um indivíduo específico), conhecido como díkē, quanto públicos, chamado de graphḗ, onde a acusação tratava de algo relativo ao coletivo da cidade.
Ao longo dos anos, o procedimento de sorteio teve três procedimentos distintos. No início, ainda no séc. V AEC, seis mil cidadãos eram escolhidos uma vez ao ano, sendo seiscentos de cada uma das dez tribos atenienses. Desse total, mil ficavam de reserva e os outros eram divididos em dez cortes, a dikastḗria, cada uma com quinhentos jurados, os dikastaí. Essa concepção de sorteio foi criada para evitar um julgamento enviesado, mas, na prática, esse processo era muito simples e permitiu o suborno, conhecido como dōrodokía, tendo havido duas outras mudanças posteriores, no séc. IV AEC, para tentar impedir essa prática. A primeira alteração desvinculou cada jurado de uma corte específica (antes esse vínculo durava o ano todo), pois atrelou a cada um deles uma letra, de alpha a káppa, e a cada dia de julgamento era definido quais jurados iriam para qual corte, de acordo com sua letra atribuída. No entanto, os subornos continuaram ocorrendo e o processo foi totalmente reformulado, com a inclusão de diversas novas etapas de sorteio e atribuição, já na segunda metade do século IV, sendo descrito em detalhes por Aristóteles na Constituição dos Atenienses.

### Magistraturas escolhidas por sorteio
As seguintes magistraturas eram sorteadas: buleutas, areopagitas, heliastas e arcontes.

#### Arcontes
A primitiva constituição de Atenas era de caráter aristocrático, onde a nobreza agrária logo reduziu o poder da realeza e dividiu-a em três magistraturas: o rei, como uma função de sacerdote supremo; o polemarca como chefe militar; e o arconte, representante da autoridade civil. Designados como arcontes, o cargo passou por várias transformações sendo na época arcaica uma magistratura vitalícia. Mais tarde os arcontes foram eleitos por uma década e em 487 a.C. anualmente. No século VI a.C., os arcontes eram os magistrados de maior importância, fato que iria se modificar em 501 a. C., quando surge o colégio de 10 estrategos e sua influência começa a diminuir.
Um sinal evidente desse declínio foi a imposição do sorteio. Considerado mais democrático, o sorteio era reservado às funções que não exigiam uma aptidão especial. O sorteio se dava a partir de uma lista prévia estabelecida pelas tribos com cerca de 500 nomes, ao final do tempo do cargo, os arcontes passam a fazer parte do Areópago. Isso mostra que o arcontado tornara-se honorífico e não demoraria em admitir os zeugitas, a terceira categoria de classificação de Sólon, em sua composição. E foi o que aconteceu em 457 a.C., nas reformas de Péricles.
Em 487 a.C., quando o sistema se altera para um arcontado de nove magistrados, somam-se a eles seis tesmótetas, como juízes e guardiães das leis. E com as reformas de Clístenes, recebem mais um integrante, o secretário, responsável por coordenar o arcontado com os outros colégios de magistrados.

##### Após as reformas de Clístenes
Na democracia ateniense existiam três arcontes – arconte epônimo, arconte rei e arconte polemarco – além de seis tesmótetas e um secretário. Entre eles havia uma divisão de funções.
O Arconte Epônimo dava seu nome ao ano, era responsável por cuidar e presidir as cerimônias religiosas da cidade, as questões familiares e acompanhar as questões judiciais ligadas a Helieia.
O Arconte Rei supervisionava os sacrifícios e toda a vida religiosa da pólis. Além disso, julgava os crimes de homicídio, já que esses eram considerados crimes religiosos.
O Arconte Polemarco foi até 501 a.C. o supremo comandante do exército, porém com a criação da magistratura de estratego nesse mesmo ano, perdeu suas atribuições militares. Contudo, continuou responsável por cuidar das questões legais pertinentes aos metecos e estrangeiros, e por isso presidia o tribunal de Paládio.
Os Tesmótetas eram incumbidos de realizar um exame anual das leis, definir dias de julgamento, apresentar à Helieia crimes de alta traição levados perante a Assembleia, ações públicas de ilegalidade contra os estrategos e prestação de contas. Cuidavam das ações que diziam respeito às minas e presidiam os tribunais de júri.
O Secretário coordenava o arcontado com os outros colégios de magistrados. No final do século V e início do IV a.C., cada arconte passou a ganhar um misthos de cinco óbulos por dia.

### Eleição
Algumas das magistraturas por eleição na democracia ateniense foram a dos estrategos, dos comandantes de cavalaria, dos líderes dos contingentes tribais, dos oficiais de esquadrão, além do arquiteto da cidade, o superintendente do abastecimento de águas e o conselho de arquitetos navais.

#### Estrategos
Líderes supremos do exército, os estrategos, em número de dez, um para cada uma das dez tribos territoriais, eram escolhidos através de uma eleição na Eclésia, e não por sorteio. Eleitos por todo o povo constituiriam uma magistratura de poder imenso dentro da democracia ateniense. Quando surgiram, em 501 a.C, eram basicamente chefes militares, sob o comando do polemarco, mas passariam a exercer um lugar cada vez mais notório na democracia ateniense a medida que a influência do arcontado diminuía. A eles cabia o comando do exército e da frota naval.
Cinco deles exerciam uma função determinada. O estratego dos hoplitas comandava o exército em campanha; um estratego territorial defendia a Ática; dois estrategos do Porto do Pireu faziam o controle dos arsenais, e um estratego das simorias, encarregado de controlar a equipagem dos navios. Os outros cinco eram nomeados de acordo com a necessidade do momento.
Além disso, os estrategos tinham um mandato anual, mas diferentemente das outras magistraturas, podiam candidatar-se em anos sucessivos e quantas vezes quisessem. Péricles, por exemplo, foi eleito estratego quinze vezes. Os estrategos também poderiam imprimir a pólis as suas ideias no que diz respeito à política interna e externa, mas era o teor de seus discursos e não a sua posição, que decidia se os seus conselhos seriam postos em prática.
Entretanto, para o cargo de estratego eram estabelecidas algumas condições, como pertencer a uma família nobre, antigos eupátridas, e possuir fortuna própria. Acreditava-se que com essas competências, o cidadão teria mais razões para defender a pólis. Nessa magistratura, não se seguia o princípio de um por tribo, o critério para a eleição dava-se apenas pelo valor pessoal do candidato. Através dessas condições somente as pessoas das duas classes mais altas, a pentacosimedinos e os hippeis, poderiam concorrer, afinal de contas essa magistratura era de tempo integral e os que dependiam de seu trabalho não teriam como exercer o cargo.

## Participação e exclusão
Em Atenas eram considerados cidadãos homens livres (elêuteros), maiores de 18 anos, filhos de pai ou mãe ateniense – após 451 a.C. deveriam ter pai e mãe ateniense –, e serem inscritos nos registros cívicos do demos. Tinham como direito a participação política, a propriedade da terra e a defesa do território cívico. Aos que não possuíam cidadania política, como mulheres e estrangeiros, esses direitos eram muitas vezes inacessíveis. Estima-se que cerca de 10% da população ateniense era composta por cidadãos, o que, para época, era considerado um número relativamente alto.

### Mulheres
A mulher ateniense tinha como função principal gerar filhos e sua educação estava direcionada a se tornar mãe e esposa de cidadão. A mulher cidadã, apesar de sua exclusão da esfera política, participava ativamente da pólis em importantes funções cívicas no campo religioso, cruciais para o bem estar dos gregos.

### Metecos
A partir do século IV a.C., tornou-se recorrente a vinda de metecos para Atenas por causa de sua vibrante vida intelectual. Além de nomes famosos como o filósofo Aristóteles, também foram para Atenas artesão, comerciantes e refugiados políticos. Mesmo estando presentes em inúmeras funções da pólis ateniense, os metecos eram expressamente proibidos de ocupar qualquer cargo político dentro da democracia ateniense.
Os metecos que residiam em Atenas tinham que pagar um imposto chamado metoikion, pago anualmente para a pólis. Os homens pagavam doze dracmas e as mulheres seis. Eles também deveriam servir no exército ateniense e tinham obrigações financeiras como qualquer outro cidadão. Os metecos mais ricos serviam na infantaria pesada dos hoplitas e os mais pobres na infantaria leve ou na frota naval. Nenhum meteco poderia fazer parte da cavalaria.Porém, nos tribunais atenienses deveriam ser representados por um cidadão que pudesse responder por ele.

## Críticas
A discussão sobre o significado e a validade do sistema democrático aparece nos textos gregos ao menos desde a peça As Suplicantes de Ésquilo, passando por Heródoto e, pelo entendimento geral, culminando com a teoria platônica sobre as formas de governo. Se em Ésquilo e Heródoto não está claro uma recusa a esse tipo de regime de governo, em Platão não é apenas extremamente nítida a crítica a democracia como também ele é o primeiro autor, que temos registro, a apresentar uma reflexão sistemática sobre ela. Outro crítico importante da democracia ateniense, assim como Platão, é o comediógrafo Aristófanes, que satirizou e criticou diversos aspectos da democracia em sua peças teatrais.

### Platão
Não obstante Platão ter crescido em uma família de aristocratas, o que fez com que seu contato com opiniões opostas à democracia provavelmente tenha acontecido desde a sua infância, tem-se o pensamento socrático como aspecto de maior relevo para o desenvolvimento do seu sistema político-filosófico crítico à democracia. A postura de Platão seria, portanto, uma radicalização da leitura socrática sobre a democracia.
Conforme a visão ética de Sócrates, toda atividade humana deveria ser orientada para o conhecimento (episteme), ou seja, o saber sobre tudo que envolve determinado ofício. Somente a partir do domínio do conhecimento (episteme) é que se alcançaria a excelência ou virtude (areté) no fazer. Com isso, a excelência advém do conhecer o bem relativo à ação que se pretende realizar, o que indicaria que não há, efetivamente, virtude sem conhecimento. Nesse sentido, Platão descreve que para uma cidade ser considerada sábia, é necessário que aqueles que são responsáveis pela vigilância dela, possuam todo o conhecimento acerca da boa vigilância. A ordem moral e o saber orientariam os homens à efetuação da justiça como virtude, que significa que cada indivíduo cumpriria o que deve ser feito dentro da sua função na cidade.
Portanto, na democracia, a ausência desta motivação e preparação adequada para uma atividade específica acarretava que o poder era apropriado por pessoas amadoras e despreparadas para exercerem as atividades de gerenciamento da pólis. De acordo com Platão, um governo sábio e legítimo seria de responsabilidade dos governantes que se dedicam ao conhecimento (episteme) da organização da cidade e à melhor conduta possível da mesma. Platão denominou esse regime de sofocracia, um modelo ideal de governo baseado no conhecimento.
Além disso, dentro da teoria platônica dos regimes de governo, a democracia seria a deturpação da oligarquia, um regime de governo baseado na riqueza. Porém ao ser deteriorada, seccionaria a cidade entre ricos e pobres, pois a riqueza se restringiria à uma só classe. Neste sentido origina guerras civis e por fim, com a eventual vitória das classes mais baixas, quando se instituiria a democracia. O ponto negativo indicado por Platão é que, como no regime democrático não haveria uma divisão entre ricos e pobres da sociedade como na oligarquia, isso acarretaria no aparecimento de toda sorte de comportamentos, que antes eram impedidos pela rigidez oligárquica. Esta liberdade distorcida, desenfreada e sem limites se resumiria à realização de desejos frívolos e superficiais, instaurando um laxismo e desrespeito às leis e aos indivíduos da cidade.

### Aristófanes
Era comum que as comédias, no século V a.C., tratassem da vida pública, o que facilitou a abordagem da democracia, enquanto política vigente no período, na maior parte das obras de Aristófanes. Suas comédias são compostas por personagens políticas, intelectuais ou religiosas, sendo geralmente direcionadas à crítica da pólis e dos demagogos de Atenas. Em As Nuvens, por exemplo, Aristófanes expõe tramas decorrentes do mal uso da liberdade, como condenação de inocentes. Já em As Vespas salienta que na democracia a falta de pertinência de grupos e/ou classes, faz com que não haja inimigos externos, mas sim internos gerando brigas de poder dentro da comunidade e mesmo dentro da própria família. Tantos em As Nuvens quanto em As Vespas, Aristófanes expõe a facilidade, na democracia, de acusar outras pessoas, pois todos cidadãos possuíam direitos iguais, acarretando em acusações inverídicas e caluniosas. Agravados, também, pelo fato de que discursos eficazes e convincentes, necessários para se convencer juízes, eram ensinados por sofistas e também sujeitos à compra.
Na peça Os Cavaleiros, Aristófanes critica outro ponto negativo da democracia, ou seja, como as decisões das massas ficam à mercê da competência dos condutores do regime do demos. Nesse sentido, não há um certo ou errado ou um conhecimento pré-estabelecido, a boa ou má condução do povo depende daquele que decide.

## Fim da democracia em Atenas
A harmonia conseguida com a Liga de Delos, uma espécie de união entre as cidades do Egeu e da Ásia Menor com Atenas contra os persas, foi abalada pela Guerra do Peloponeso (431–404 a.C.). Até o início dessa Guerra, os problemas sociais eram mínimos devido ao equilíbrio e sucesso da democracia ateniense. Contudo, com a expedição à Sicília, como seus insucessos econômicos e militares, as crises sociais e as lutas políticas foram reacesas. Em 405 a.C., Esparta venceu Atenas na Guerra do Peloponeso, impondo várias mudanças para impedir a retomada do poderio ateniense, como a demolição dos muros do Porto do Pireu; a entrega de todos os navios, exceto uma pequena quantidade a ser determinado pelo comandante espartano no local; a volta de todos os exilados; a saída das cidades ocupadas; e a adoção dos mesmos amigos e inimigos que os lacedemônios. Aliada a essas condições, consideradas humilhantes, foi instaurado o governo oligárquico dos Trinta Tiranos, ocasionando uma crise no regime democrático.
Após esses acontecimentos, a pólis de Atenas entrou em guerra civil, mas foi proclamada uma anistia graças à intervenção de Esparta e, em 403 a.C., ocorreu a restauração democrática com o fim do regime dos Trinta. Um exército, comandado pelo general ateniense Trasíbulo, partiu das cidades de Tebas e Mégara, derrubando a oligarquia dos Trinta Tiranos. A democracia ateniense foi restabelecida graças ao exército democrata, constituído inclusive por escravos e metecos.
Com a vitória da Guerra do Peloponeso e a passagem para o século IV a.C., Esparta tornou-se a grande potência grega. Porém sua hegemonia foi enfraquecida com a perda da Batalha de Leuctra, em 371 a.C., para Tebas, que despontava como nova soberana da Grécia. Em 360 a.C., Esparta e Atenas uniram-se contra Tebas, ocasionando um enfraquecimento das grandes cidades gregas no final do século IV a.C.
Com a divisão política conflituosa, e a dificuldade de se mantarem como centros de polarização política, tanto Esparta quanto Atenas permitiram a ascensão de outras pólis, mas, sobretudo da hegemonia macedônica. A Macedônia, liderada primeiramente por Filipe II e posteriormente por Alexandre, o Grande, seu filho, já era unificada e com forte ambição expansionista. Apoderaram-se da Grécia e o regime democrático foi destruído para sempre em Atenas. Pouco tempo depois, em 336 a.C., Filipe II foi assassinado, quando se preparava para invadir a Pérsia. Alexandre deu continuidade a campanha de seu pai e mudou significativamente a dinâmica da pólis ateniense, onde todos os cidadãos participavam diretamente dos assuntos. Surge assim um individualismo advindo da diminuição das responsabilidades pessoais de cada cidadão, em razão da figura do monarca e do grupo de magistrados que trabalhavam diretamente com ele.
Depois da conquista macedônica, da antiga pólis ateniense restou apenas o espaço urbano povoado, com alguma autonomia em nível local. Atenas manteve o funcionamento de todas as instituições democráticas do passado (Eclésia, Bulé, Areópago), mas subordinadas aos interesses macedônicos, ou seja, mantinha uma aparência de autonomia, mas os decretos da pólis eram moldados segundo as instruções do monarca, que os transformavam em lei. Um exemplo dessa ausência de autonomia é dado por Plutarco, em sua Vida de Demétrio. Aborrecidos com as intromissões nos assuntos domésticos, os atenienses aprovaram um decreto que almejava limitar a atuação do rei macedônio Demétrio I Poliórcetes. Porém, eles foram obrigados a anular o decreto e a condenar à morte e ao exílio os autores da lei. Tiveram ainda que aprovar um decreto no qual era considerado sagrado e justo tudo o que Demétrio ordenasse. Em síntese, os atenienses viram se obrigados a agregar as vontades do monarca às suas leis.